# Deutschnonsberg

Die Lage der Deutschnonsberger Gemeinden in Südtirol

Als Deutschnonsberg (vereinzelt Deutschgegend am Nonsberg, gelegentlich ins Italienische mit Alta Val di Non übersetzt) werden drei zu Südtirol gehörende Gemeinden mit einer deutschsprachigen Bevölkerung am oberen Ende des Nonsbergs bzw. Nonstals bezeichnet. Die übrigen Gemeinden dieser Talschaft haben eine italienischsprachige Bevölkerung und gehören zum Trentino.
Die Deutschnonsberger Dörfer verteilen sich über zwei räumlich getrennte Gebiete und sind innerhalb Südtirols Teil der Bezirksgemeinschaft Burggrafenamt. Vom übrigen Südtirol aus kann man sie direkt über den Gampenpass oder das Hofmahdjoch erreichen sowie – eine kurze Wegstrecke des Trentiner Territoriums durchquerend – über den Mendelpass.
Als abgelegene Gemeinden Südtirols waren sie von jeher von Abwanderung und Armut betroffen. Seit Ende des 20. Jahrhunderts wird durch den Bau einer neuen Straße und die Programme Leader und Leader Plus versucht, die Orte aufzuwerten. Zu den Projekten des Leader-Programms zählen die Radicchiowochen und die Löwenzahnwochen.

## Gemeinden
- Proveis (1420 m)
- Laurein (1150 m)

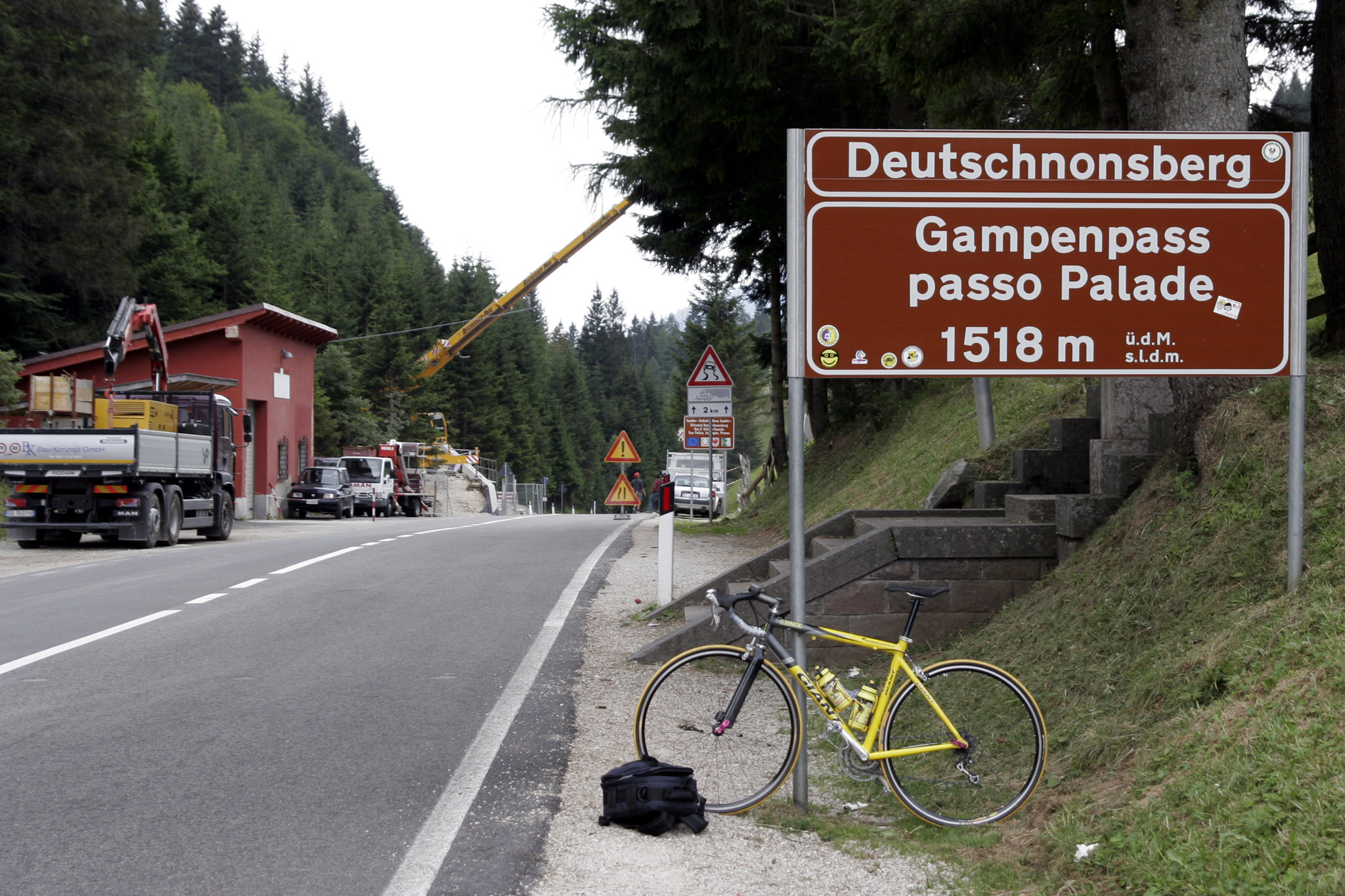
Der Deutschnonsberg, am Gampenpass beginnend

- Unsere Liebe Frau im Walde-St. Felix, bestehend aus den Ortschaften:
  - Unsere Liebe Frau im Walde (1350 m)
  - St. Felix (1250 m)

## Geschichte
Der Deutschnonsberg tritt bereits in Urkunden des 14. Jahrhunderts als eine vom romanischen Nonsberg des Trentino gesonderte Enklave in Erscheinung. So ist in einer lateinischen Rechtsaufzeichnung von 1359 mit Bezug auf Höfe des Laureiner Bergs ausdrücklich von einem dort gebräuchlichen deutschen Leiherecht die Rede („secundum usum consuetudinem Teotanicorum de montagne Lauregni“). In Matthias Burglechners Tirolkarte von 1609 wird das Gebiet als „Auf dem Nonß“ bezeichnet. Die Besiedlung der deutschsprachigen Gegend war offenbar vom nahegelegenen Ultental aus erfolgt, welches über das Hofmahdjoch gut erreichbar war, und ging ursprünglich wesentlich auf die Initiative der Grafen von Eppan zurück.
Der Deutschnonsberg gehörte bis zum Ende des Ersten Weltkriegs zur Grafschaft Tirol und damit zu Österreich-Ungarn. Mit dem Vertrag von Saint-Germain kam der Deutschnonsberg 1920 zusammen mit dem Großteil Tirols südlich des Alpenhauptkamms zu Italien. Als 1927 auf diesen ehemals österreichischen Gebieten die beiden Provinzen Bozen und Trient entstanden, wurde der Deutschnonsberg der mehrheitlich italienischsprachigen Provinz Trient zugeschlagen. Erst 1948 wurden die deutschsprachigen Gemeinden in die Provinz Bozen bzw. Südtirol eingegliedert.
In den 1960er Jahren wurde der Deutschnonsberg zum Gegenstand kulturanthropologischer Feldforschung der US-amerikanischen bzw. britischen Ethnologen und Geographen Eric Wolf und John W. Cole, die mit ihrer 1974 erstmals publizierten Studie The Hidden Frontier für die romanisch-germanische Kulturdifferenz den einprägsamen Begriff einer „unsichtbaren Grenze“ in Vorschlag gebracht haben. Die Unterschiede seien insbesondere im gegenüber dem italienischsprachigen Nonsberg unterschiedlichen Erbrecht, differentem Heiratsverhalten und beinahe ausschließlich nach Südtirol orientierter Migration abgebildet.
Während die SS 238 über den Gampenpass ins Etschtal bereits in den späten 1930er Jahren erbaut worden war und Unsere Liebe Frau im Walde und St. Felix seither über einen direkten Anschluss ans Südtiroler Verkehrsnetz verfügten, blieben Proveis und Laurein jahrzehntelang für den Kraftverkehr vom übrigen Südtirol aus nur über Umwege über Trentiner Territorium erreichbar. Dies änderte sich erst 1998, als eine neue Passstraße mitsamt einem Tunnel unter dem Hofmahdjoch eingeweiht und somit eine direkte Verbindung ins Ultental eröffnet wurde.